# Ofelia Rodríguez Acosta
Ofelia Rodríguez Acosta, född 1902, död 1975, var en kubansk författare, journalist och feministisk aktivist. 
Hon var en av Kubas mest produktiva författare under 1920- och 30-talen, och talade för fri kärlek och kvinnors frihet och självständighet i sina verk. 
Hon var verksam i två av Kubas ledande kvinnoorganisationer: Club Femenino de Cuba och Unión Nacional de Mujeres. 